# Kostoľany nad Hornádom
Kostoľany nad Hornádom és un poble i municipi d'Eslovàquia. Es troba a la regió de Košice, a l'est del país.

## Història
La primera referència escrita de la vila data del 1423.

## Demografia
| Godina             | 1994 | 2004 | 2014   | 2024   |
| ------------------ | ---- | ---- | ------ | ------ |
| Nombre de persones | 0    | 1199 | 1229   | 1188   |
| Diferència         |      | –    | +2,50% | −3,33% |

| Godina             | 2023 | 2024   |
| ------------------ | ---- | ------ |
| Nombre de persones | 1207 | 1188   |
| Diferència         |      | −1,57% |